# Jean-Paul Cottret
Pour les articles homonymes, voir Cottret.
Jean-Paul Cottret, né le 19 juin 1963 à Gien (Loiret), est un copilote de rallye-raid français.

## Carrière
Avec Stéphane Peterhansel, Jean-Paul Cottret a gagné le Rallye Dakar sept fois, en 2004, 2005, 2007, 2012, 2013, 2016, et 2017. Il a également terminé troisième en 1994 avec Philippe Wambergue.